# Katholieke Kerk in de DDR
De Katholieke Kerk in de DDR maakte deel uit van de wereldwijde Katholieke Kerk onder het leiderschap van de paus en de curie. Het Vaticaan erkende de DDR niet en hield vast aan de vooroorlogse grenzen van de bisdommen. Zo vielen gebieden in Thüringen onder de West-Duitse bisdommen Fulda en Würzburg en viel het zuidoosten van de DDR onder het aartsbisdom Breslau dat inmiddels Pools geworden was. Voor de in de DDR gelegen delen van bisdommen werden speciale kerkelijke functionarissen met volmachten aangesteld.
De katholieke kerk in de DDR beschouwde het leven in de DDR als het leven in een "vreemd huis" en wees een samenwerking met de staat af. Het aandeel van de katholieken in de totale bevolking nam sterk af: in 1949 was 13,9% van de bevolking katholiek, maar in de jaren voor de bouw van de Berlijnse Muur in 1961 ontvluchtten 1,1 miljoen katholieken de DDR. In 1988 waren er nog 1,05 miljoen katholieken in de DDR.
Na de ratificering van het Duits-Poolse verdrag in 1972 kregen de bisdommen in de voormalige Duitse gebieden in Polen via de Apostolische constitutie Episcoporum Poloniae nieuwe grenzen en viel het zuidoosten van de DDR niet meer onder het bisdom Breslau, maar werd vanuit Görlitz bestuurd. Tot het einde van de DDR in 1990 weigerde de Katholieke Kerk de grenzen van de bisdommen aan te passen aan de Duits-Duitse grens. Pas na de Duitse hereniging kregen de Duitse bisdommen nieuwe grenzen.